# Sela (Chorwacja)
Sela – wieś w Chorwacji, w żupanii sisacko-moslawińskiej, w mieście Sisak. W 2011 roku liczyła 963 mieszkańców.